# Marco Mariani (sportivo)
Marco Mariani (Venezia, 14 giugno 1968) è un giocatore di curling ed ex hockeista su ghiaccio italiano, di Cortina d'Ampezzo, atleta del Curling Club Dolomiti e della Sportivi Ghiaccio Cortina.
È figlio del giocatore di curling Lino Mariani.

## Hockey
Nel 1973 iniziò l'attività hockeistica con la Sportivi Ghiaccio Cortina, squadra con cui giocherà in serie A ed in serie A2 dal 1986 al 1996 con l'eccezione di una stagione (1989-1990) disputata con l'Hockey Club Fiemme in massima serie.
Fece parte della nazionale italiana Under-20, disputando un campionato mondiale junior di hockey di serie B nel 1987 a Rouen (Francia) ed uno di serie C nel 1988 a Belluno (Italia).

## Curling

### Nazionale
Mariani ha fatto parte della nazionale italiana di curling, vantando 83 presenze. Nella sua carriera ha anche preso parte ai XX Giochi olimpici invernali disputati a Torino nel 2006, ad un campionato mondiale di curling (Victoria 2005) ed a dieci campionati europei.
Nel 2012 ha partecipato come riserva ai campionati europei misti.
Olimpiadi:
- Torino 2006 ( Italia): 7ª posizione

Mondiali:
- Victoria 2005 ( Canada): 12ª posizione

Europei:
- Flims 1998 ( Svizzera): 15ª posizione
- Chamonix 1999 ( Francia): 12ª posizione
- Oberstdorf 2000 ( Germania): 12ª posizione
- Courmayeur 2003 ( Italia): 8ª posizione
- Garmisch-Partenkirchen 2005 ( Germania): 9ª posizione
- Basilea 2006 ( Svizzera): 12ª posizione
- Füssen 2007 ( Germania): 10ª posizione
- Örnsköldsvik 2008 ( Svezia): 12ª posizione
- Aberdeen 2009 ( Scozia): 10ª posizione
- Mosca 2011 ( Russia): 10ª posizione

Europei misti:
- Erfurt 2012 ( Turchia): 16ª posizione

### Riconoscimenti
Mariani è l'unico atleta italiano del curling ad essersi aggiudicato il Colin Campbell Award durante il campionato mondiale del 2005.

### Campionato italiano
Mariani ha disputato molte volte il campionato italiano assoluto di curling del girone d'eccellenza (serie A), inizialmente con il Curling Club 66 Cortina e successivamente con il Curling Club Dolomiti.
Complessivamente ha vinto cinque medaglie d'oro, sei medaglie d'argento e tre medaglie di bronzo.